# Nella lista delle cattive abitudini
Nella lista delle cattive abitudini è il quinto album discografico dei Velvet, pubblicato nel 2009. Le tracce dell'album sono state rese disponibili in anteprima dal gruppo sul sito Kataweb, con la possibilità di ascoltare in streaming le prime 5 tracce per una settimana, e le altre 5 nella settimana successiva. L'uscita dell'album è fissata per il 17 aprile 2009.
L'album è uscito anche in vinile, con alcune tracce bonus. Del vinile sono state stampate soltanto 1000 copie.

## Tracklist (CD)
1. I Nuovi Emergenti
2. Quello Che Sai Dimenticalo
3. Crollasse Pure Il Mondo
4. In Continuo Movimento
5. Tutti A Casa
6. Il Torto Dei Beati
7. Mille Modi Per Sparire
8. Se Non Parli Mai
9. Cattive Abitudini
10. Nascosto Dietro Un Vetro
11. Io Sto Bene (feat. Cor Veleno) (Bonus Track Digital)

## Tracklist (Vinile)
LATO A
1. Io Sto Bene (feat. Cor Veleno)
2. I Nuovi Emergenti
3. Quello Che Sai Dimenticalo
4. Crollasse Pure Il Mondo
5. In Continuo Movimento

LATO B
1. Tutti A Casa
2. Il Torto Dei Beati
3. Mille Modi Per Sparire
4. Stella Che Non Ricorda Niente (feat. Gatto Ciliegia Contro Il Grande Freddo)
5. Connection (feat. Beatrice Antolini)

## Formazione
- Pierluigi Ferrantini - voce e chitarra
- Alessandro Sgreccia - chitarra
- Pierfrancesco Bazzoffi - basso
- Giancarlo Cornetta - batteria